# Beyrouth Fantôme
Pour plus de détails, voir Fiche technique et Distribution.
Beyrouth Fantôme (أشباح بيروت, Ashbah Beyrouth) est un film libanais réalisé par Ghassan Salhab, sorti en 1998.

## Synopsis
Après dix ans d'absence, Khalil revient à Beyrouth, vers la fin des années 1980.... 

## Fiche technique
- Titre original : أشباح بيروت, Ashbah Beyrouth
- Titre français : Beyrouth Fantôme
- Réalisation et scénario : Ghassan Salhab
- Photographie : Jérôme Peyrebrune
- Montage : Vincent Commaret et Gladys Joujou
- Musique : Toufic Farroukh
- Pays d'origine : Liban
- Format : Couleurs - 35 mm - DTS
- Genre : drame
- Durée : 117 minutes
- Date de sortie : 1998

## Distribution
- Aouni Kawas : Khalil
- Darina Al Joundi : La soeur
- Rabih Mroue :
- Carol Abboud :
- Hassan Farhat :
- Younes Aoude :
- Ahmad Ali Zein :
- Nada Ali Zein